# Resultados do Carnaval do Rio de Janeiro em 2020
Nesta página estão listados os resultados dos concursos de escolas de samba e de blocos de enredo do carnaval do Rio de Janeiro do ano de 2020. Os desfiles foram realizados entre os dias 21 e 29 de fevereiro de 2020.
A Unidos do Viradouro venceu o Grupo Especial, conquistando seu segundo título na elite da folia carioca e quebrando o jejum de 23 anos sem ganhar o carnaval. A escola conseguiu um feito inédito ao ser campeã sendo a segunda escola a desfilar. A Viradouro homenageou as Ganhadeiras de Itapuã. O enredo "Viradouro de Alma Lavada" foi desenvolvido pelo casal Marcus Ferreira e Tarcisio Zanon, que foram campeões pela primeira vez na elite do carnaval.  A Viradouro teve patrocínio da Prefeitura de Niterói (sua cidade-sede), diferente das escolas do Rio, que não receberam subvenção oficial. Após dois anos cortando a verba pela metade, o prefeito Marcelo Crivella decidiu cortar integralmente a subvenção das escolas que desfilam no Sambódromo, mantendo apenas a verba para as escolas da Intendente Magalhães. A Grande Rio somou a mesma pontuação final que a Viradouro, mas perdeu o título no critério de desempate. A escola homenageou o babalorixá baiano Joãozinho da Gomeia. A Grande Rio foi vice-campeã pela quarta vez em quinze anos. Em 2006, a escola também perdeu o título no critério de desempate, após somar a mesma pontuação que a campeã, Vila Isabel. Recém promovida ao Especial, após vencer a Série A do ano anterior, a Estácio de Sá foi rebaixada de volta à segunda divisão. Após onze desfiles consecutivos no Grupo Especial, a União da Ilha do Governador também foi rebaixada.
A Imperatriz Leopoldinense venceu a Série A com nota máxima de todos os julgadores, garantindo seu retorno ao Grupo Especial, de onde foi rebaixada no ano anterior. O carnavalesco Leandro Vieira reeditou o enredo sobre o compositor Lamartine Babo, com o qual a Imperatriz venceu o carnaval de 1981. A Unidos de Padre Miguel foi vice-campeã pela quarta vez em seis anos. O Império Serrano obteve o pior resultado de sua história até então, se classificando em nono lugar. Rocinha e Renascer foram rebaixadas.
Um grupo dissidente da LIESB criou uma nova entidade carnavalesca para gerir a Série B, a LIVRES. Com isso, a terceira divisão do carnaval foi dividida em dois grupos. O desfile organizado pela LIESB uniu as antigas Séries B e C, formando um grupo com vinte escolas desfilando em duas noites. A vitória foi da Lins Imperial, que foi promovida à segunda divisão junto com a vice-campeã, Em Cima da Hora. O desfile organizado pela LIVRES teve vitória da Tradição. A escola tenta ganhar na Justiça o direito de ascender à segunda divisão, uma vez que a LIERJ (organizadora da Série A) não reconhece o campeonato promovido pela LIVRES. Após dois anos sem desfilar, a Caprichosos de Pilares venceu o Grupo de Acesso da Intendente Magalhães, sendo promovida à terceira divisão. Arrastão de Cascadura venceu o Grupo de Avaliação. Entre os blocos de enredo, Acadêmicos do Vidigal venceu o Grupo A; Raízes da Tijuca foi o campeão do Grupo B, e Independente de Nova América ganhou o Grupo C.

## Grupo Especial
O desfile do Grupo Especial foi organizado pela Liga Independente das Escolas de Samba do Rio de Janeiro (LIESA) e realizado no Sambódromo da Marquês de Sapucaí, a partir das noites de 23 e 24 de fevereiro de 2020. A Liga promoveu algumas mudanças no regulamento:
- O horário de início dos desfiles foi alterado para 21 horas e 30 minutos. Quinze minutos mais tarde do que nos anos anteriores.
- O tempo mínimo de desfile passou de 65 para 60 minutos. O tempo máximo de desfile passou de 75 para 70 minutos.
- A quantidade mínima de alegorias passou de cinco para quatro. Foi mantido o limite de seis alegorias.
- A quantidade mínima de componentes na ala das baianas passou de 70 para 60.

Ordem dos desfiles

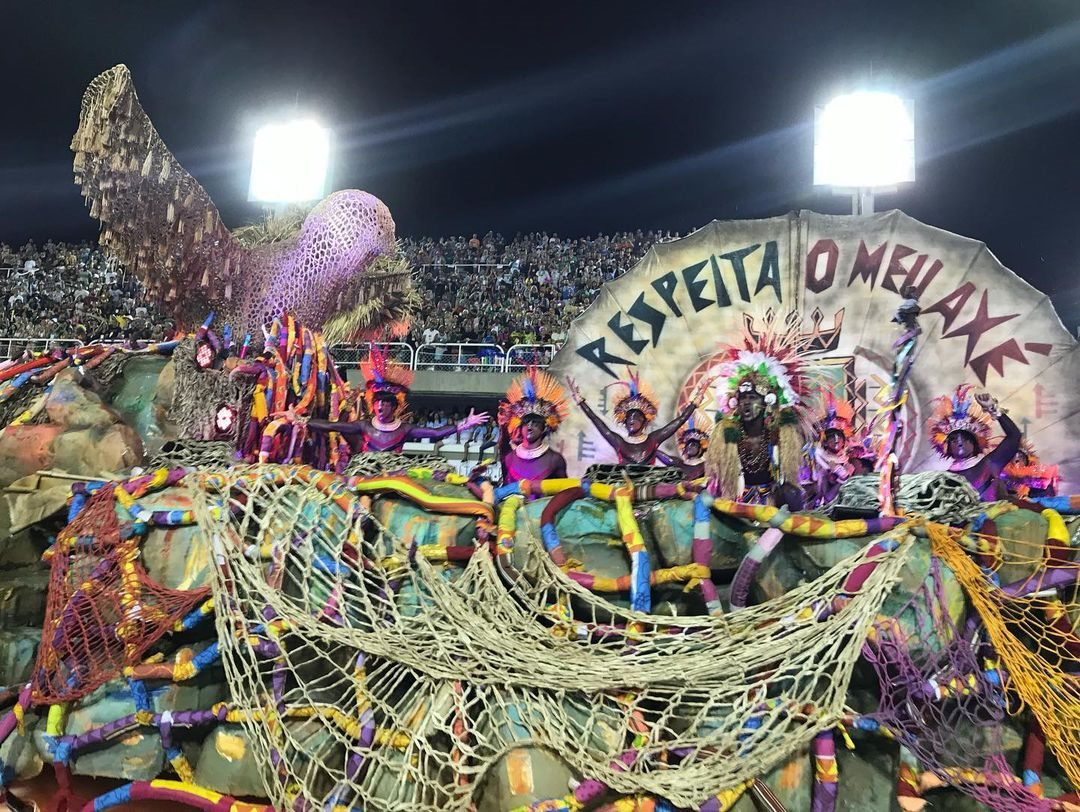
Comissão de Frente da Grande Rio em 2020. Escola foi a vice-campeã do Grupo Especial.

A ordem dos desfiles foi definida através de sorteio realizado no dia 18 de julho de 2019 na sede da LIESA. Para equilibrar as forças, as escolas foram divididas em pares, sendo que, dentro dos pares, cada escola desfilaria em uma noite diferente. Os pares formados foram: Mangueira e Beija-Flor de Nilópolis; Unidos do Viradouro e Unidos de Vila Isabel; Portela e Salgueiro; Mocidade Independente de Padre Miguel e Grande Rio; Unidos da Tijuca e União da Ilha do Governador. Com treze escolas participantes, uma teve que ficar sem par. Paraíso do Tuiuti se prontificou a desfilar na primeira noite, escolhendo a posição quatro.
Primeiro foi sorteada a noite de desfile de cada escola; depois foi sorteada a ordem de apresentação de cada noite. Após o sorteio foi permitido que as escolas negociassem a troca de posições dentro de cada noite. Sorteada para encerrar a segunda noite, a Mocidade trocou de posição com a Beija-Flor. Duas escolas tinham posições definidas e não participaram do sorteio: Campeã da Série A (segunda divisão) de 2019, a Estácio de Sá ficou responsável por abrir a primeira noite; antepenúltima colocada do Grupo Especial de 2019, a São Clemente ficou responsável por abrir a segunda noite.
| Domingo (23/02/2020) | Segunda-feira (24/02/2020) |
| 1. Estácio de Sá 2. Unidos do Viradouro 3. Estação Primeira de Mangueira 4. Paraíso do Tuiuti 5. Acadêmicos do Grande Rio 6. União da Ilha do Governador 7. Portela | 1. São Clemente 2. Unidos de Vila Isabel 3. Acadêmicos do Salgueiro 4. Unidos da Tijuca 5. Mocidade Independente de Padre Miguel 6. Beija-Flor de Nilópolis |

Quesitos e julgadores
A LIESA promoveu mudanças no julgamento do concurso:
- A quantidade de módulos de julgamento diminuiu de quatro para três. Com isso, a escolas passam a parar três vezes para apresentação dos seguimentos, sendo que duas cabines são duplas (com dois julgadores).
- A quantidade de julgadores aumentou de quatro para cinco.

Foram mantidos os nove quesitos de avaliação dos anos anteriores. O módulo em que ficaria cada julgador foi definido através de sorteio realizado no domingo, dia 23 de fevereiro de 2020, poucas horas antes do início do desfile. Todos os julgadores participaram de um curso de preparação oferecido pela LIESA.
| Quesitos | Quesitos                     | Módulo 1 - Entre os setores 3 e 3 A/B | Módulo 1 - Entre os setores 3 e 3 A/B | Módulo 2 - Setor 6       | Módulo 3 - Setor 10   | Módulo 3 - Setor 10      |
| Quesitos | Quesitos                     | Julgador 1                            | Julgador 2                            | Julgador 3               | Julgador 4            | Julgador 5               |
| -------- | ---------------------------- | ------------------------------------- | ------------------------------------- | ------------------------ | --------------------- | ------------------------ |
|          | Fantasias                    | Paulo Paradela                        | Helenice Gomes                        | Wagner Louza             | Regina Oliva          | Sérgio Henrique da Silva |
|          | Samba-Enredo                 | Felipe Trotta                         | Alfredo Del-Penho                     | Eri Galvão               | Alice Serrano         | Clayton Fábio Oliveira   |
|          | Comissão de Frente           | Rafaela Riviero Ribeiro               | Raphael David                         | Paulo César Morato       | Gleice Ribeiro        | Raffael Araújo           |
|          | Enredo                       | Johnny Soares                         | Marcelo Figueira                      | Artur Nunes Gomes        | Marcelo Antônio Masô  | Pérsio Gomyde Brasil     |
|          | Alegorias e Adereços         | Fernando Lima                         | Soter Bentes                          | Walber Ângelo de Freitas | Teresa Cristina Piva  | Madson Oliveira          |
|          | Bateria                      | Cláudio Luiz Matheus                  | Leandro Luís Oliveira                 | Rafael Barros Castro     | Ary Jayme Cohen       | Philipe Galdino          |
|          | Mestre-Sala e Porta-Bandeira | João Wlamir                           | Áurea Hämmerli                        | Mônica Barbosa           | Paulo Rodrigues       | Beatriz Badejo           |
|          | Evolução                     | Gerson Oliver Martins                 | Gustavo Paso                          | Verônica Torres          | Lucila de Beaurepaire | Mateus Dutra             |
|          | Harmonia                     | Deborah Levy                          | Bruno Marques                         | Mirian Orofino Gomes     | Célia Souto           | Jardel Maia Rodrigues    |

### Classificação
Com um desfile sobre as Ganhadeiras de Itapuã, a Unidos do Viradouro conquistou seu segundo título de campeã do carnaval, quebrando o jejum de 23 anos sem conquistas. O título anterior da escola na elite do carnaval foi conquistado em 1997. Pela primeira vez no sambódromo, a segunda escola a desfilar na primeira noite foi campeã. O enredo "Viradouro de Alma Lavada" foi desenvolvido pelos carnavalescos Marcus Ferreira e Tarcisio Zanon, que foram campeões pela primeira vez na elite do carnaval. Também foi a primeira vez que o casal trabalhou junto e a estreia de Marcus no Especial. No acesso, ambos conquistaram títulos trabalhando separados. Diferente das escolas do Rio, a Viradouro contou com apoio milionário da prefeitura de sua cidade, Niterói.
Acadêmicos do Grande Rio somou a mesma pontuação final que a Viradouro. O desempate foi no quesito Evolução, onde a Grande Rio teve problemas durante o desfile. A escola homenageou o babalorixá baiano Joãozinho da Gomeia, morto em 1971. Foi o quarto vice-campeonato da escola de Caxias em quinze anos. Pela segunda vez a escola perdeu o título no desempate, algo que aconteceu também em 2006. Terceira colocada, a Mocidade Independente de Padre Miguel homenageou a cantora e torcedora da escola, Elza Soares. Com 89 anos de idade, a homenageada participou do desfile. Com um desfile sobre as grandes jornadas da humanidade e as ruas famosas do mundo, a Beija-Flor obteve o quarto lugar. Mocidade e Beija-Flor somaram a mesma pontuação final. O desempate foi no quesito Harmonia. Salgueiro foi o quinto colocado com uma homenagem ao primeiro palhaço negro do Brasil, Benjamin de Oliveira, morto em 1954. Campeã do ano anterior, a Mangueira conquistou a última vaga do Desfile das Campeãs de 2020. Sexta colocada, a escola apresentou uma releitura crítica da vida de Jesus Cristo, fazendo analogias à sociedade contemporânea.
Portela foi a sétima colocada com um desfile sobre os costumes dos índios tupinambás, tribo que habitava a região do Rio de Janeiro antes da chegada dos portugueses. Com um desfile sobre as regiões do Brasil e em homenagem aos sessenta anos de Brasília, a Unidos de Vila Isabel obteve o oitavo lugar. Nona colocada, a Unidos da Tijuca realizou um desfile sobre arquitetura e urbanismo. Com um desfile sobre golpes e trambiques brasileiros, a São Clemente obteve o décimo lugar. Paraíso do Tuiuti foi a décima primeira colocada com um desfile sobre o mito do rei português Dom Sebastião e o padroeiro do Rio de Janeiro, São Sebastião. De volta ao Grupo Especial, após vencer a Série A do ano anterior, a Estácio de Sá realizou um desfile sobre pedras. A escola obteve a penúltima colocação, sendo rebaixada de volta para a segunda divisão. A União da Ilha do Governador foi rebaixada após onze desfiles consecutivos no Grupo Especial. Última colocada, a escola realizou um desfile sobre o cotidiano das favelas e os problemas sociais enfrentados pelos brasileiros. Três dos maiores vencedores do carnaval, Rosa Magalhães (na Estácio), Fran Sérgio e Laíla (na Ilha) foram rebaixados pela primeira vez em suas carreiras. Foi o último carnaval de Laíla, morto em 2021, vítima da COVID-19.
| Legenda: Desfile das Campeãs Rebaixadas para a segunda divisão |

| Col. | Escola                                | Enredo                                                                                            | Carnavalesco(a)                     | Pontos | Desempate           |
| ---- | ------------------------------------- | ------------------------------------------------------------------------------------------------- | ----------------------------------- | ------ | ------------------- |
| 1    | Unidos do Viradouro                   | Viradouro de Alma Lavada                                                                          | Marcus Ferreira e Tarcisio Zanon    | 269,6  | Evolução (30 pts)   |
| 2    | Acadêmicos do Grande Rio              | Tata Londirá - O Canto do Caboclo no Quilombo de Caxias                                           | Gabriel Haddad e Leonardo Bora      | 269,6  | Evolução (29,7 pts) |
| 3    | Mocidade Independente de Padre Miguel | Elza Deusa Soares                                                                                 | Jack Vasconcelos                    | 269,4  | Harmonia (30 pts)   |
| 4    | Beija-Flor                            | Se Essa Rua Fosse Minha                                                                           | Alexandre Louzada e Cid Carvalho    | 269,4  | Harmonia (29,8 pts) |
| 5    | Acadêmicos do Salgueiro               | O Rei Negro do Picadeiro                                                                          | Alex de Souza                       | 269    | -                   |
| 6    | Estação Primeira de Mangueira         | A Verdade Vos Fará Livre                                                                          | Leandro Vieira                      | 268,9  | -                   |
| 7    | Portela                               | Guajupiá, Terra Sem Males                                                                         | Renato Lage e Márcia Lage           | 268,8  | -                   |
| 8    | Unidos de Vila Isabel                 | Gigante Pela Própria Natureza: Jaçanã e Um Índio Chamado Brasil                                   | Edson Pereira                       | 268,6  | -                   |
| 9    | Unidos da Tijuca                      | Onde Moram os Sonhos                                                                              | Paulo Barros                        | 267,6  | -                   |
| 10   | São Clemente                          | O Conto do Vigário                                                                                | Jorge Silveira                      | 267    | -                   |
| 11   | Paraíso do Tuiuti                     | O Santo e o Rei: Encantarias de Sebastião                                                         | João Vitor Araújo                   | 266,2  | -                   |
| 12   | Estácio de Sá                         | Pedra                                                                                             | Rosa Magalhães                      | 264,7  | -                   |
| 13   | União da Ilha do Governador           | Nas Encruzilhadas da Vida, Entre Becos, Ruas e Vielas; a Sorte Está Lançada: Salve-se Quem Puder! | Cahê Rodrigues, Fran Sérgio e Laíla | 264,2  | -                   |

### Premiações

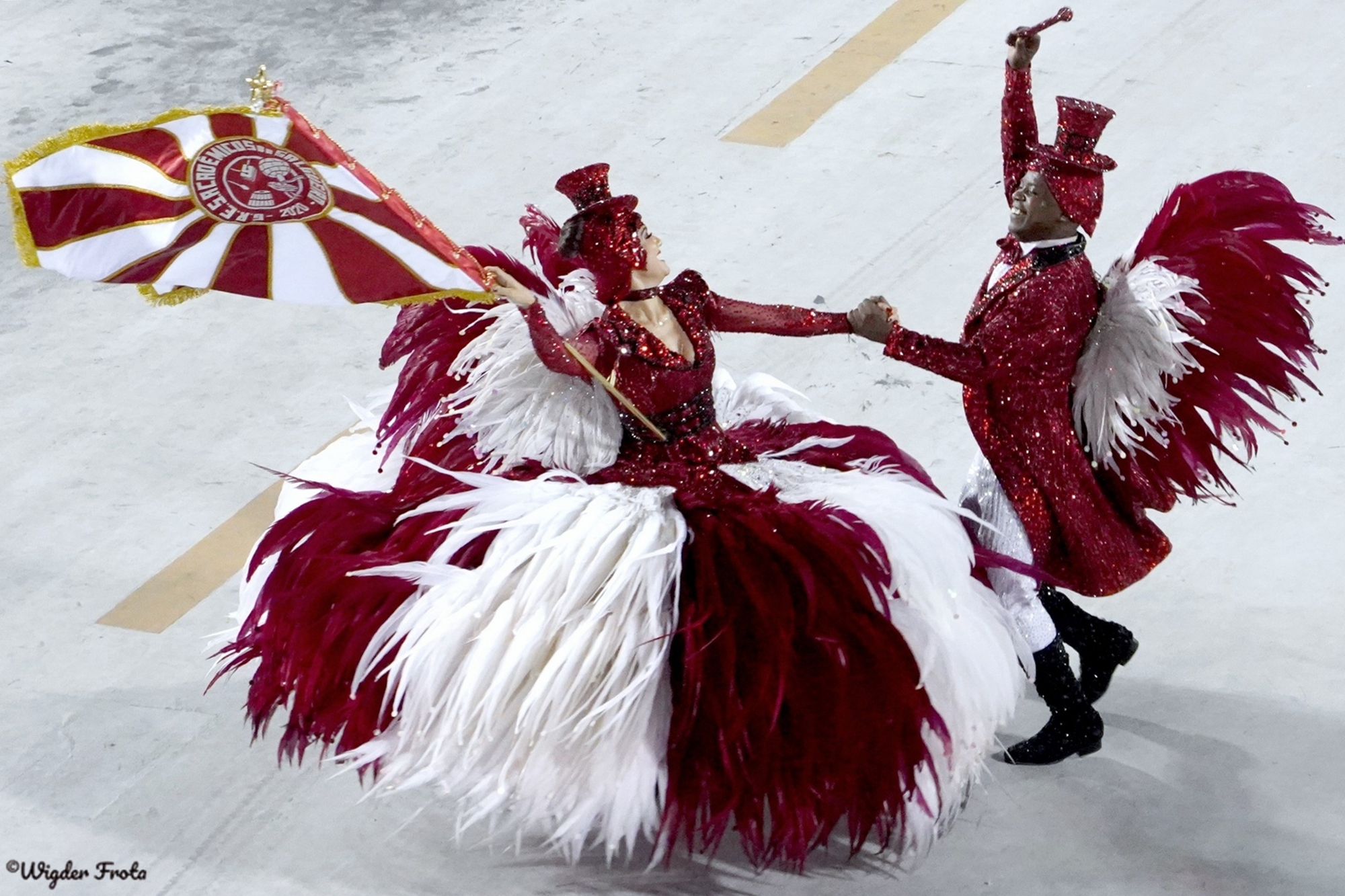
Marcella Alves e Sidclei Santos no desfile de 2020. Casal de mestre-sala e porta-bandeira do Salgueiro foi o mais premiado do ano.

- Vice-campeã do carnaval, a Grande Rio recebeu quatro prêmios de melhor escola.
- O samba-enredo da Grande Rio também foi o mais premiado, recebendo sete premiações.
- O enredo da São Clemente, assinado pelo carnavalesco Jorge Silveira, recebeu três prêmios. Os enredos de Grande Rio e Viradouro receberam duas premiações.
- As baterias da Mocidade e da Vila Isabel receberam três prêmios contra duas premiações das baterias de Portela e Viradouro.
- O casal de mestre-sala e porta-bandeira mais premiado do ano foi Sidclei Santos e Marcella Alves do Salgueiro, com três prêmios. Rute Alves e Julinho Nascimento, da Viradouro, foram premiados duas vezes.
- A comissão de frente da Mangueira, coreografada por Priscilla Mota e Rodrigo Negri, foi a mais premiada.
- O intérprete mais premiado foi Gilsinho, da Portela, com quatro prêmios. Evandro Malandro, da Grande Rio, e Tinga, da Vila Isabel, receberam três prêmios.
- A ala de baianas da Portela recebeu três prêmios contra duas premiações das baianas da Beija-Flor e da Viradouro.
- Leandro Vieira, da Mangueira, Marcus Ferreira e Tarcísio Zanon, da Viradouro, receberam dois prêmios de melhores carnavalescos do ano.

| Prêmios 2020             | Melhor Escola | Samba-Enredo | Melhor Enredo | Melhor Bateria   | Mestre-Sala e Porta-Bandeira            | Comissão de Frente | Melhor Intérprete                          | Ala de Passistas      | Melhor Ala de Baianas | Melhor Carnavalesco             | Melhor Harmonia | Melhores Alegorias | Melhores Fantasias |
| ------------------------ | ------------- | ------------ | ------------- | ---------------- | --------------------------------------- | ------------------ | ------------------------------------------ | --------------------- | --------------------- | ------------------------------- | --------------- | ------------------ | ------------------ |
| Estandarte de Ouro       | Grande Rio    | Grande Rio   | Viradouro     | Vila Isabel      | Sidclei e Marcella (Salgueiro)          | Viradouro          | Evandro M. (Grande Rio)                    | Unidos da Tijuca      | Grande Rio            | -                               | -               | -                  | -                  |
| Estrela do Carnaval      | Vila Isabel   | Grande Rio   | São Clemente  | Mocidade         | Julinho e Rute (Viradouro)              | Mangueira          | Tinga (Vila Isabel)                        | Portela               | Viradouro             | Leandro Vieira (Mangueira)      | Vila Isabel     | Vila Isabel        | Salgueiro          |
| Gato de Prata            | Grande Rio    | Mocidade     | -             | Vila Isabel      | Julinho e Rute (Viradouro)              | Mangueira          | Evandro M. (Grande Rio)                    | Salgueiro e Viradouro | Portela               | Marcus e Tarcísio (Viradouro)   | Mocidade        | -                  | -                  |
| Prêmio 100% Carnaval     | Mocidade      | Grande Rio   | Grande Rio    | Mocidade         | Daniel (Grande Rio) e Squel (Mangueira) | Mangueira          | Tinga (Vila Isabel)                        | Paraíso do Tuiuti     | Beija-Flor            | Jack Vasconcelos (Mocidade)     | -               | Grande Rio         | Mangueira          |
| Prêmio SRzd              | Viradouro     | Grande Rio   | São Clemente  | Vila Isabel      | Raphael e Denadir (Vila Isabel)         | Beija-Flor         | Tinga (Vila Isabel)                        | Mocidade              | Viradouro             | Gabriel e Leonardo (Grande Rio) | -               | -                  | -                  |
| S@mba-Net                | Grande Rio    | Grande Rio   | São Clemente  | Portela          | Daniel e Taciana (Grande Rio)           | Mangueira          | Gilsinho (Portela)                         | Viradouro             | Mocidade              | -                               | -               | -                  |                    |
| Tamborim de Ouro         | Portela       | Mangueira    | -             | Portela          | Marlon e Lucinha (Portela)              | Mangueira          | Gilsinho (Portela)                         | -                     | Portela               | Leandro Vieira (Mangueira)      | -               | -                  | -                  |
| Troféu Explosão in Samba | Beija-Flor    | -            | -             | Viradouro        | Alex e Raphaela (Unidos da Tijuca)      | Paraíso do Tuiuti  | Gilsinho (Portela)                         | -                     | Beija-Flor            | -                               | -               | -                  | -                  |
| Troféu Sambario          | Mocidade      | Grande Rio   | Grande Rio    | Mocidade         | Sidclei e Marcella (Salgueiro)          | Mocidade           | Zé Paulo Sierra (Viradouro)                | Mangueira             | Portela               | -                               | -               | Mangueira          | Viradouro          |
| Troféu Tupi              | Grande Rio    | Grande Rio   | Viradouro     | Viradouro        | Sidclei e Marcella (Salgueiro)          | -                  | Evandro (Grande R.) e Zé Paulo (Viradouro) | -                     | -                     | -                               | -               | -                  | -                  |
| Plumas & Paetês          | -             | Mocidade     | -             | Grande Rio       | -                                       | Mangueira          | Gilsinho (Portela)                         | -                     | -                     | Marcus e Tarcísio (Viradouro)   | Beija-Flor      | -                  | -                  |
| Troféu Bateria           | -             | -            | -             | Unidos da Tijuca | -                                       | -                  | -                                          | -                     | -                     | -                               | -               | -                  | -                  |

### Desfile das Campeãs
O Desfile das Campeãs foi realizado a partir da noite do sábado, dia 29 de fevereiro de 2020, no Sambódromo da Marquês de Sapucaí. As seis primeiras colocadas do Grupo Especial desfilaram seguindo a ordem inversa de classificação. As escolas desfilaram debaixo de um forte temporal que atingiu a cidade durante toda a noite e madrugada.
| Ordem dos desfiles |
| 1. Estação Primeira de Mangueira 2. Acadêmicos do Salgueiro 3. Beija-Flor 4. Mocidade Independente de Padre Miguel 5. Acadêmicos do Grande Rio 6. Unidos do Viradouro |

## Série A
O desfile da Série A (segunda divisão) foi organizado pela Liga das Escolas de Samba do Rio de Janeiro e realizado no Sambódromo da Marquês de Sapucaí, a partir das 22 horas e 30 minutos dos dias 21 e 22 de fevereiro de 2020.
Ordem dos desfiles

Seguindo o regulamento do concurso, a primeira escola a desfilar na sexta-feira de carnaval foi a campeã da Série B do ano anterior (Acadêmicos de Vigário Geral); enquanto a primeira escola a desfilar no sábado de carnaval foi a penúltima colocada da Série A no ano anterior (Acadêmicos do Sossego). A posição de desfile das demais escolas foi definida através de sorteio realizado no dia 23 de julho de 2019, na sede da LIERJ.
| Sexta-feira (21/02/2020) | Sábado (22/02/2020) |
| 1. Acadêmicos de Vigário Geral 2. Acadêmicos da Rocinha 3. Unidos da Ponte 4. Unidos do Porto da Pedra 5. Acadêmicos do Cubango 6. Renascer de Jacarepaguá 7. Império Serrano | 1. Acadêmicos do Sossego 2. Inocentes de Belford Roxo 3. Unidos de Bangu 4. Acadêmicos de Santa Cruz 5. Imperatriz Leopoldinense 6. Unidos de Padre Miguel 7. Império da Tijuca |

Quesitos e julgadores

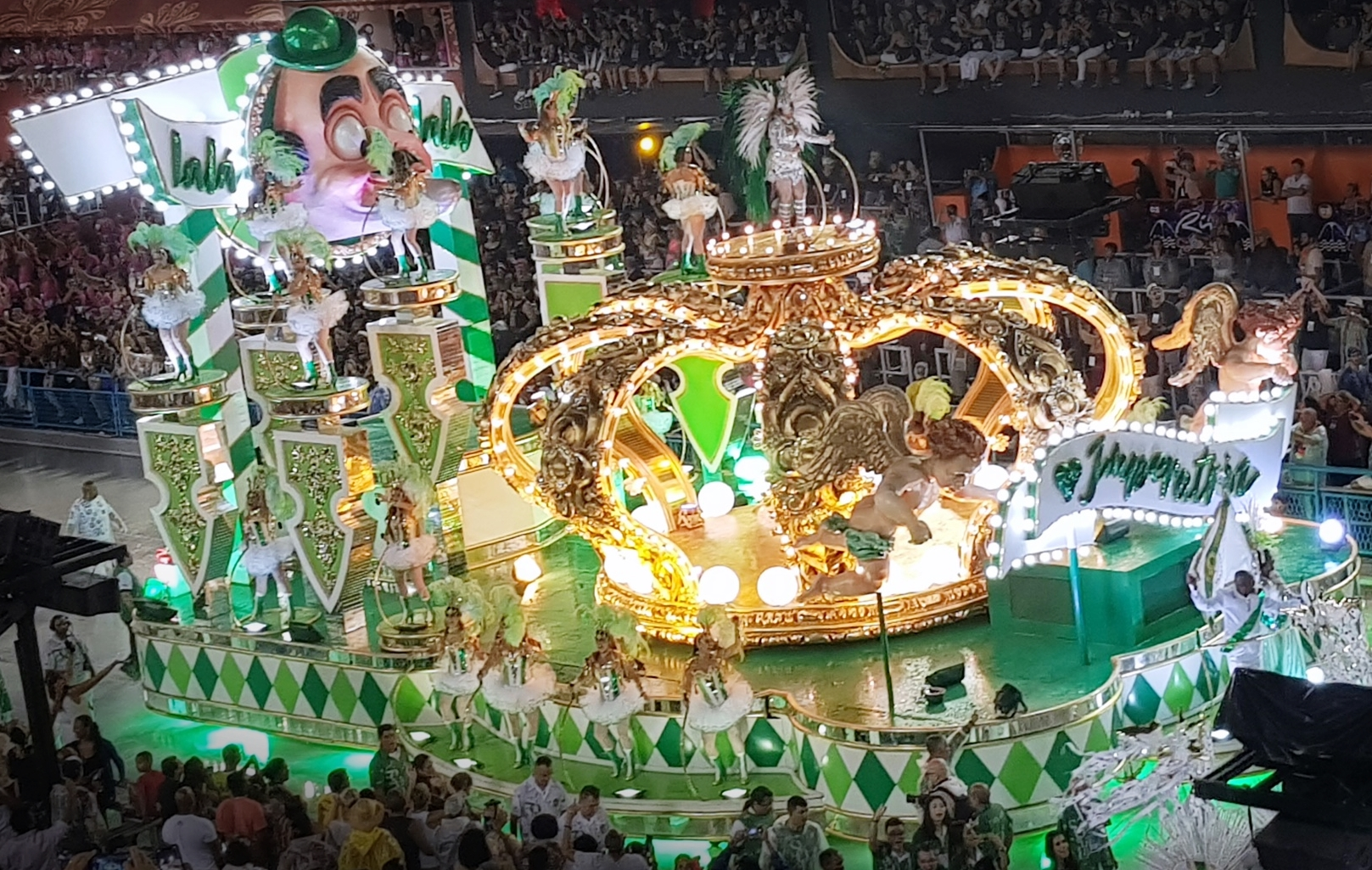
Desfile da Imperatriz em 2020. Escola venceu a Série A reeditando seu enredo de 1981, em homenagem à Lamartine Babo.

Foram mantidos os nove quesitos de avaliação dos anos anteriores e a mesma quantidade de julgadores (quatro por quesito).
| Quesitos | Quesitos                     | Julgador 1                      | Julgador 2                        | Julgador 3                          | Julgador 4                       |
| -------- | ---------------------------- | ------------------------------- | --------------------------------- | ----------------------------------- | -------------------------------- |
|          | Comissão de Frente           | Thiago Williams Lima dos Santos | Flávio Freire Xavier              | Irene Orazen                        | Aluísio de Souza Oliveira        |
|          | Mestre-Sala e Porta-Bandeira | Amanda Peçanha Santos de Sena   | Marlene Costa Caetano             | Vera Aragão                         | Karina Fernandes Dias            |
|          | Harmonia                     | Rodrigo Coutinho Dias           | Mauro Luiz da Rocha Soares        | Guilherme Strutt Gonçalves          | Laio Lopes                       |
|          | Bateria                      | Rocyr Abbud                     | Rodrigo Braz do Santos (Digo)     | Leandro Osíris de Castro e Souza    | Xande Figueiredo                 |
|          | Alegorias e Adereços         | Ana Maria Bottoni Carvalho      | Leonardo Fartura Santos           | Isabela Iung Simis                  | Carlos Alberto de Araújo Marques |
|          | Evolução                     | Roberto Araujo Manhães          | Paulo Melgaço da Silva Junior     | Maria Luíza B. Cotrim (Malu Cotrim) | Fábio Canejo                     |
|          | Samba-Enredo                 | André Gimenez                   | Alexandre Magalhães               | Renato Vasquez                      | Maria Amélia                     |
|          | Enredo                       | Douglas Coutinho Dias           | Clécia dos Reis Oliveira          | Elizeu de Miranda Corrêa            | Josué Leite dos Santos           |
|          | Fantasias                    | Luciano Moreira                 | Antônio Augusto Pereira de Mattos | Luciana Gomes Grilo                 | Marcelo Marques da Silveira      |

### Classificação
Imperatriz Leopoldinense foi a campeã com nota máxima de todos os julgadores, garantindo seu retorno ao Grupo Especial, de onde foi rebaixada no ano anterior. A escola reeditou seu samba-enredo de 1981, com o qual conquistou seu segundo título na elite do carnaval. O desfile homenageou o compositor Lamartine Babo, morto em 1963.

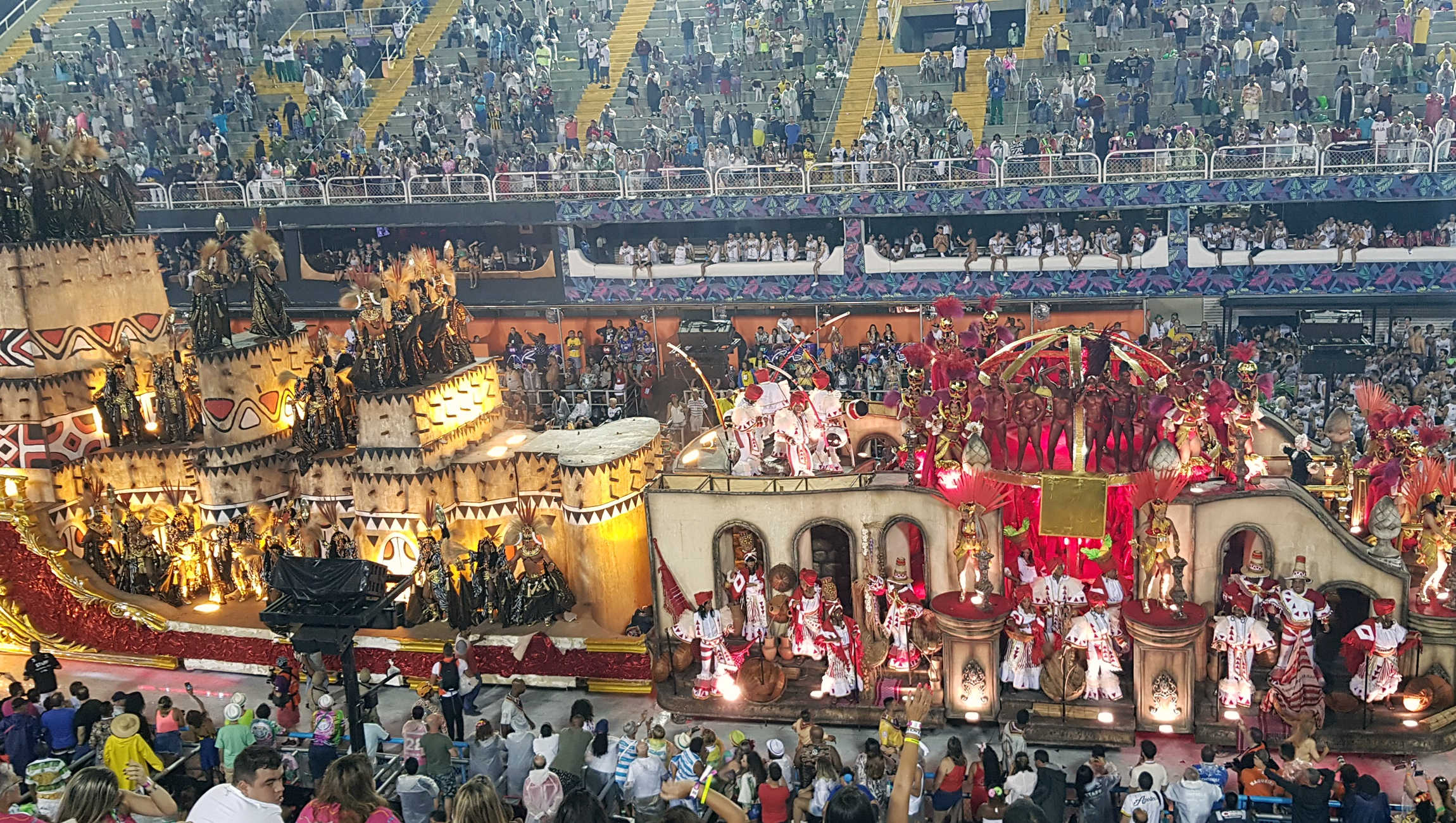
Desfile da Unidos de Padre Miguel em 2020. Escola foi a vice-campeã da Série A pela quarta vez em seis anos.

Pela quarta vez em seis anos, a Unidos de Padre Miguel ficou com o vice-campeonato. A escola realizou um desfile sobre a capoeira. Homenageando as baianas, a Unidos do Porto da Pedra obteve o terceiro lugar. Quarta colocada, a Inocentes de Belford Roxo homenageou a jogadora Marta, que desfilou na última alegoria da escola. Com um desfile sobre o jornalista abolicionista e Patrono da Abolição, Luís Gama, a Cubango obteve o quinto lugar. Império da Tijuca foi o sexto colocado com um desfile sobre educação. Sétima colocada, a Acadêmicos de Santa Cruz homenageou o município cearense de Barbalha. Com um desfile sobre o maracatu, Acadêmicos do Sossego obteve o oitavo lugar. Império Serrano obteve o pior resultado de sua história até então, se classificando em nono lugar. O desfile exaltou a força feminina na sociedade, mas enfrentou diversos problemas, como as baianas que desfilaram com fantasias incompletas. Unidos de Bangu foi a décima colocada com um desfile sobre a diáspora africana. Fazendo sua estreia na segunda divisão, após vencer a Série B no ano anterior, Acadêmicos de Vigário Geral obteve o décimo primeiro lugar com um desfile sobre as mentiras e enganações apresentadas ao longo da História do Brasil. Décima segunda colocada, a Unidos da Ponte realizou um desfile sobre a relação da humanidade com a eternidade. Após dezesseis carnavais consecutivos nas primeiras divisões, a Renascer de Jacarepaguá foi rebaixada para a terceira divisão, de onde saiu em 2004. Penúltima colocada, a escola realizou um desfile sobre as benzedeiras. Após cinco carnavais consecutivos na Série A, Acadêmicos da Rocinha foi rebaixada para a terceira divisão. Última colocada, a escola contou a história de Maria da Conceição, uma escrava do Congo que foi levada ao Brasil, onde se tornou a guerreira Maria Conga.
| Legenda: Promovida ao Grupo Especial Rebaixada para a terceira divisão |

| Col. | Escola                      | Enredo                                                                                       | Carnavalesco(a)                                      | Pontos | Desempate            |
| ---- | --------------------------- | -------------------------------------------------------------------------------------------- | ---------------------------------------------------- | ------ | -------------------- |
| 1    | Imperatriz Leopoldinense    | Só Dá Lalá (Reedição do próprio enredo de 1981)                                              | Leandro Vieira                                       | 270    | -                    |
| 2    | Unidos de Padre Miguel      | Ginga                                                                                        | Fábio Ricardo                                        | 269,6  | -                    |
| 3    | Unidos do Porto da Pedra    | O Que É Que a Baiana Tem? Do Bonfim à Sapucaí                                                | Annik Salmon                                         | 269,2  | -                    |
| 4    | Inocentes de Belford Roxo   | Marta do Brasil - Chorar no Começo Para Sorrir no Fim                                        | Jorge Caribé                                         | 268,8  | Fantasias (30 pts)   |
| 5    | Acadêmicos do Cubango       | A Voz da Liberdade                                                                           | Alexandre Rangel e Raphael Torres                    | 268,8  | Fantasias (29,9 pts) |
| 6    | Império da Tijuca           | Quimeras de Um Eterno Aprendiz                                                               | Guilherme Estevão                                    | 268,6  | -                    |
| 7    | Acadêmicos de Santa Cruz    | Santa Cruz de Barbalha, Um Conto Popular no Cariri Cearense                                  | Cahê Rodrigues                                       | 268,5  | -                    |
| 8    | Acadêmicos do Sossego       | Os Tambores de Olokun                                                                        | Guilherme Diniz e Rodrigo Marques                    | 268,1  | -                    |
| 9    | Império Serrano             | Lugar de Mulher É Onde Ela Quiser!                                                           | Júnior Pernambucano                                  | 267,4  | -                    |
| 10   | Unidos de Bangu             | Memórias de Um Griô: a Diáspora Africana Numa Idade Nada Moderna e Muito Menos Contemporânea | Bruno Rocha                                          | 267,1  | -                    |
| 11   | Acadêmicos de Vigário Geral | O Conto do Vigário                                                                           | Alexandre Costa, Lino Sales e Marcus Vinícius do Val | 266,8  | -                    |
| 12   | Unidos da Ponte             | Elos da Eternidade                                                                           | Lucas Milato                                         | 266,7  | -                    |
| 13   | Renascer de Jacarepaguá     | Eu Que Te Benzo, Deus Que Te Cura                                                            | Ney Júnior                                           | 266,1  | -                    |
| 14   | Acadêmicos da Rocinha       | A Guerreira Negra Que Dominou os Dois Mundos                                                 | Marcus Paulo                                         | 265,4  | -                    |

### Premiações

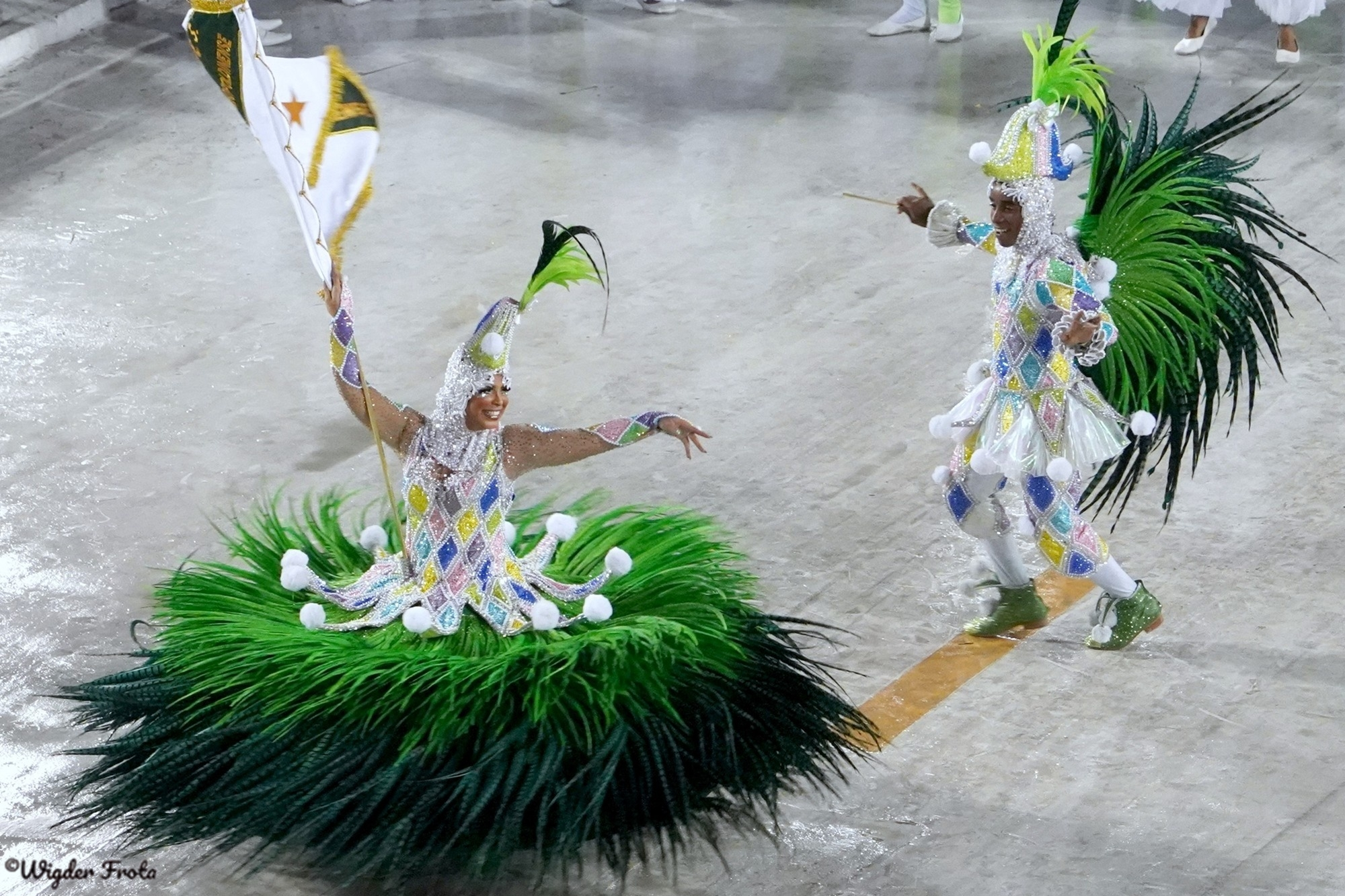
Rafaela Theodoro e Thiaguinho Mendonça em 2020. Primeiro casal de mestre-sala e porta-bandeira da Imperatriz foi o mais premiado.

- Campeã da Série A, a Imperatriz Leopoldinense recebeu todos os prêmios de melhor escola.
- O samba-enredo mais premiado da Série A foi da Santa Cruz.
- A bateria Swing da Leopoldina, da Imperatriz Leopoldinense, comandada por Mestre Lolo, recebeu três prêmios contra duas premiações das baterias da Inocentes e da Unidos de Padre Miguel.
- O casal de mestre-sala e porta-bandeira mais premiado foi Thiaguinho Mendonça e Rafaela Theodoro, da Imperatriz.
- A comissão de frente da Imperatriz, coreografada por Beth e Hélio Bejani, foi a mais premiada.
- Diego Nicolau, da Unidos de Padre Miguel, recebeu três prêmios de melhor intérprete contra duas premiações de Igor Vianna (Unidos de Bangu) e Leonardo Bessa (Renascer).
- A ala de baianas da Imperatriz recebeu três prêmios contra duas premiações das baianas da Unidos de Padre Miguel.
- A Imperatriz também foi a mais premiada em Harmonia e Fantasias.

| Prêmios 2020             | Melhor Escola | Samba-Enredo      | Melhor Enredo       | Melhor Bateria      | Mestre-Sala e Porta-Bandeira                      | Comissão de Frente  | Melhor Intérprete                 | Ala de Passistas    | Melhor Ala de Baianas | Melhor Carnavalesco         | Melhor Harmonia | Melhores Alegorias  | Melhores Fantasias |
| ------------------------ | ------------- | ----------------- | ------------------- | ------------------- | ------------------------------------------------- | ------------------- | --------------------------------- | ------------------- | --------------------- | --------------------------- | --------------- | ------------------- | ------------------ |
| Estandarte de Ouro       | Imperatriz    | Santa Cruz        | -                   | -                   | -                                                 | -                   | -                                 | -                   | -                     | -                           | -               | -                   | -                  |
| Estrela do Carnaval      | Imperatriz    | Santa Cruz        | Inocentes           | Cubango             | Thiaguinho e Rafaela (Imperatriz)                 | Imperatriz          | Igor Vianna (Bangu)               | -                   | Unidos de P. Miguel   | -                           | Imperatriz      | Imperatriz          | Imperatriz         |
| Gato de Prata            | Imperatriz    | Cubango           | Cubango             | Imperatriz          | Vinicius e Jéssica (UPM)                          | Imperatriz          | Pitty de Menezes (Porto da Pedra) | -                   | Porto da Pedra        | -                           | Imperatriz      | -                   | -                  |
| Prêmio 100% Carnaval     | Imperatriz    | Santa Cruz        | Império da Tijuca   | Unidos de P. Miguel | Thiaguinho (Imperatriz) e Cintya (Porto da Pedra) | Cubango             | Leonardo Bessa (Renascer)         | Santa Cruz          | Imperatriz            | Jorge Caribé (Inocentes)    | -               | Unidos de P. Miguel | Imperatriz         |
| Prêmio SRzd              | Imperatriz    | Santa Cruz        | Inocentes           | Inocentes           | Thiaguinho e Rafaela (Imperatriz)                 | Imperatriz          | Diego Nicolau (UPM)               | Império da Tijuca   | Imperatriz            | Fábio Ricardo (UPM)         | -               | -                   | -                  |
| S@mba-Net                | Imperatriz    | Santa Cruz        | Unidos de P. Miguel | Inocentes           | Yuri e Camyla (Unidos da Ponte)                   | Imperatriz          | Diego Nicolau (UPM)               | Unidos de P. Miguel | Imperatriz            | -                           | -               | Imperatriz          | Imperatriz         |
| Troféu Explosão in Samba | Imperatriz    | -                 | -                   | Unidos de P. Miguel | Anderson e Eliza (Unidos de Bangu)                | Cubango             | Leonardo Bessa (Renascer)         | -                   | Renascer              | -                           | -               | -                   | -                  |
| Troféu Nota 10           | Imperatriz    | -                 | -                   | Imperatriz          | Thiaguinho e Rafaela (Imperatriz)                 | Unidos de P. Miguel | Diego Nicolau (UPM)               | -                   | Unidos de P. Miguel   | -                           | -               | -                   | -                  |
| Troféu Sambario          | Imperatriz    | Cubango           | -                   | Unidos da Ponte     | -                                                 | -                   | Igor Vianna (Bangu)               | -                   | -                     | -                           | -               | -                   | -                  |
| Plumas & Paetês          | -             | Império da Tijuca | -                   | -                   | -                                                 | Imperatriz          | Daniel Silva (Imp. da Tijuca)     | -                   | -                     | Leandro Vieira (Imperatriz) | Imperatriz      | -                   | -                  |
| Troféu Bateria           | -             | -                 | -                   | Imperatriz          | -                                                 | -                   | -                                 | -                   | -                     | -                           | -               | -                   | -                  |

## Terceira divisão
Insatisfeitas com a gestão da Liga Independente das Escolas de Samba do Brasil (LIESB), oito escolas da terceira divisão decidiram criar uma nova entidade carnavalesca. A Liga Independente Verdadeira Raízes das Escolas de Samba (LIVRES) foi fundada em 20 de julho de 2019 com o intuito de organizar o desfile da Série B. Das oito escolas fundadoras, duas retornaram à LIESB (Acadêmicos do Engenho da Rainha e União do Parque Curicica). As outras seis participaram do desfile da LIVRES. Em resposta às escolas dissidentes, a LIESB anunciou a fusão da Série B com a Série C, formando um grupo de vinte agremiações, que desfilaria em duas noites, denominado Grupo Especial da Intendente Magalhães. A Riotur decidiu que todas as escolas receberiam a subvenção da Prefeitura independente da Liga que estivesse filiada. Também ficou decidido que as escolas da LIVRES desfilariam na terça-feira de carnaval, logo após o desfile da LIESB.

### Grupo Especial da Intendente Magalhães (LIESB)
O desfile organizado pela LIESB foi realizado na Estrada Intendente Magalhães, a partir das 20 horas da terça-feira, dia 5 de março de 2019.
| Segunda-feira (24/02/2020) | Terça-feira (25/02/2020) |
| 1. Independentes de Olaria 2. Passa Régua 3. Arranco 4. Unidos da Villa Rica 5. Sereno de Campo Grande 6. Difícil É o Nome 7. Unidos da Vila Santa Tereza 8. Unidos do Jacarezinho 9. Botafogo Samba Clube 10. Unidos da Vila Kennedy 11. Unidos da Flor da Mina do Andaraí 12. União de Jacarepaguá | 1. Acadêmicos do Jardim Bangu 2. União do Parque Acari 3. União de Maricá 4. União do Parque Curicica 5. Em Cima da Hora 6. Acadêmicos do Engenho da Rainha 7. Lins Imperial 8. Império da Uva |

Quesitos e julgadores
Foram mantidos os nove quesitos de avaliação dos anos anteriores e a mesma quantidade de julgadores (quatro por quesito).
| Quesitos | Quesitos                     | Julgador 1                     | Julgador 2                         | Julgador 3                        | Julgador 4                               |
| -------- | ---------------------------- | ------------------------------ | ---------------------------------- | --------------------------------- | ---------------------------------------- |
|          | Alegorias e Adereços         | Carla Maria Mendonça Alves     | Débora Flávia Adolfo dos Santos    | Suellem Lucia Lyra Ferreira       | Rhuan Santos Nunes                       |
|          | Enredo                       | Rosana Melo dos Santos         | Evelyn Lopes do Carmo Silva        | Bárbara Passos Siqueira           | Nayara Rodrigues                         |
|          | Fantasias                    | Tina Lucíe Alves               | Isaura Alvarez                     | Lucio Orlando Boa Ventura Damazio | Renato Costa da Silva                    |
|          | Mestre-Sala e Porta-Bandeira | Erick Meireles                 | Simone de Lima Machado Gomes       | Rosiny da Silva                   | Mariana Nogueira                         |
|          | Comissão de Frente           | Fernando Antonio Machado Gomes | Simone Marques de Alencar          | Fabiana Neves Rodrigues           | Ana Beatriz Passos Siqueira              |
|          | Evolução                     | Matheus Vicente de Abreu       | Ioná Pontes Baptista               | Ana Lúcia Xavier Cirino           | Rosa Rodrigues                           |
|          | Harmonia                     | Fernanda Santana Gonçalves     | Luciana Azevedo                    | Cristina Alves dos Reis           | Patrícia Oliveira                        |
|          | Samba-Enredo                 | Vinicius César Machado da Mota | Jeferson Januário Barbosa de Souza | Caio de Lima M. Gomes             | Daniele Corrêa Carneiro Batista de Souza |
|          | Bateria                      | Anderson Pereira               | Ricardo Cesar da Silva Oliveira    | Paulo Henrique da Silva           | Wallace da Silva                         |

#### Classificação
Lins Imperial foi campeã com dois décimos de diferença para a Em Cima da Hora. Com a vitória, a Lins garantiu seu retorno à segunda divisão, de onde estava afastada desde 2008. A escola realizou um desfile em homenagem à sambista Pinah Ayoub, imortalizada pela sua escola, Beija-Flor, como a Cinderela negra do carnaval. Vice-campeã, a Em Cima da Hora também foi promovida à segunda divisão, de onde estava afastada desde 2015.
| Legenda: Promovidas à segunda divisão |

| Col. | Escola                            | Enredo                                                                                             | Carnavalesco(a)                                       | Pontos | Desempate           |
| ---- | --------------------------------- | -------------------------------------------------------------------------------------------------- | ----------------------------------------------------- | ------ | ------------------- |
| 1    | Lins Imperial                     | Pinah, a Soberana                                                                                  | Eduardo Minucci e Raí Menezes                         | 269,9  | -                   |
| 2    | Em Cima da Hora                   | Malandro - O Rei da Boêmia e o Barão da Ralé                                                       | Lucas Milato e Marco Antônio Falleiros                | 269,7  | -                   |
| 3    | União do Parque Curicica          | Fulô de Maria                                                                                      | Renato Esteves                                        | 269,4  | Samba (30 pts)      |
| 4    | Império da Uva                    | Darcy Ribeiro - O Homem Muito Além do Seu Tempo                                                    | Bruno Rocha                                           | 269,4  | Samba (29,9 pts)    |
| 5    | Acadêmicos do Engenho da Rainha   | De Roliúde ao Sertão - Luz, Câmera, Ação!                                                          | Léo Jesus                                             | 269,3  | -                   |
| 6    | União de Jacarepaguá              | A Brasilidade Feita à Mão                                                                          | Lucas Lopes                                           | 269,2  | -                   |
| 7    | Arranco                           | Gueledés - O Retrato da Alma (Reedição do próprio enredo de 2006)                                  | Júlio Cesar Farias e Luana Rios                       | 269,1  | -                   |
| 8    | Unidos da Vila Santa Tereza       | No Saçarico da Intendente, a Vila Canta Rosa                                                       | Caaio Araujo                                          | 268,9  | -                   |
| 9    | União do Parque Acari             | No Início a Criação, o Céu, a Terra e o Mar, com Isso a Junção Cada Um com o Seu Par. Viva o Amor! | Cida Lima                                             | 268,8  | Harmonia (30 pts)   |
| 10   | Botafogo Samba Clube              | Seria Injusto não Falar de Você, Beth Carvalho. Esse É o Botafogo Que Eu Gosto!                    | David Gbanna                                          | 268,8  | Harmonia (29,6 pts) |
| 11   | Unidos da Vila Kennedy            | Um Rei à Bangu                                                                                     | Sylvio Cunha                                          | 268,7  | -                   |
| 12   | Difícil É o Nome                  | As Vozes das Divindades na Proteção dos Ogãns                                                      | Brian Ramos, Luciano Moreira, Ruan Lucena e Ygor Lioi | 268,3  | -                   |
| 13   | União de Maricá                   | Nos Tempos Idos                                                                                    | Renato Figueiredo                                     | 268,2  | Bateria (30 pts)    |
| 14   | Independentes de Olaria           | O Acólito do Rei - As Memórias do Padre Perereca                                                   | Marcos Januário                                       | 268,2  | Bateria (29,7 pts)  |
| 15   | Unidos do Jacarezinho             | Do Professor ao Sucessor - Brilha o Passado e o Presente Azul e Branco                             | Flavio Lins                                           | 268,1  | Bateria (30 pts)    |
| 16   | Unidos da Flor da Mina do Andaraí | O Clamor de Mandela                                                                                | Fábio Henriques                                       | 268,1  | Bateria (29,9 pts)  |
| 17   | Unidos da Villa Rica              | Muito Prazer, Eu Sou o Samba                                                                       | Juniel Dias                                           | 268,1  | Bateria (29,8 pts)  |
| 18   | Sereno de Campo Grande            | Essa Noite Eu Vou Te Deixar no... Sereno                                                           | Marcello Portella                                     | 267,8  | -                   |
| 19   | Passa Régua                       | Porque Sou Homem das Ruas, Filho da Noite Estrelada                                                | Laerte Gulini                                         | 266,7  | -                   |
| 20   | Acadêmicos do Jardim Bangu        | Da Mãe África aos Filhos do Brasil, a Força Ancestral que Atravessa Gerações                       | André Araújo e Ismael Costa                           | 264,9  | -                   |

### Série B (LIVRES)
O desfile organizado pela LIVRES foi realizado na terça-feira, dia 25 de fevereiro de 2020, na Estrada Intendente Magalhães, logo após o desfile do Grupo Especial da Intendente Magalhães.
| Ordem dos desfiles                                                                                              |
| 1. Arame de Ricardo 2. Unidos de Lucas 3. Tradição 4. Siri de Ramos 5. Vizinha Faladeira 6. Alegria da Zona Sul |

Quesitos e julgadores
Foram mantidos os nove quesitos de avaliação dos anos anteriores e a mesma quantidade de julgadores (quatro por quesito).
| Quesitos | Quesitos                     | Julgador 1                 | Julgador 2                      | Julgador 3                  | Julgador 4                     |
| -------- | ---------------------------- | -------------------------- | ------------------------------- | --------------------------- | ------------------------------ |
|          | Alegorias e Adereços         | Rubem Guaria               | José Rodrigues                  | Alexandre Gonçalves         | Jorge Mendes Carneiro          |
|          | Fantasias                    | Gilmar Oliveira da Silva   | Bruno Coelho Cardoso            | Flávio de Assis Nogueira    | Isabel Cristina                |
|          | Evolução                     | Levi Cintra                | Amauri Thiago Oliveira Lourenço | Maria Cristina Chaves       | Gisele Borges da Costa         |
|          | Comissão de Frente           | Ruidglan Barros de Souza   | Douglas Luiz                    | Ana Elizabeth Luma da Silva | Roberto Lima                   |
|          | Harmonia                     | Maria Angélica de Medeiros | Luiz Fernando Fernandes         | Luiz Carlos Scafura         | Thiago Luiz dos Santos Ribeiro |
|          | Samba-Enredo                 | Bianca Santana Cardoso     | Sérgio Pires Lobato             | Lília Gutman Paranhos       | Igor Silva Leal                |
|          | Mestre-Sala e Porta-Bandeira | Carlinhos Brilhante        | Márcia Maria Freire             | Andreza Viviane Cunha       | Aline Pereira de Lima          |
|          | Enredo                       | André Cangulo de Melo      | Flávio de Castro Magalhães      | Cristiane Ferraz            | Carlos Carvalho da Silva       |
|          | Bateria                      | Renata Corado              | André Bonatte                   | Edimar Silva                | Luiz Carlos Vieira de Carvalho |

#### Classificação
Tradição foi campeã com dois décimos de diferença para a Alegria da Zona Sul. Segundo o regulamento da LIVRES, a escola campeã seria promovida à segunda divisão, mas a LIERJ (liga organizadora da Série A) não reconheceu o campeonato da LIVRES, decidindo promover apenas as duas primeiras colocadas do Grupo Especial da Intendente Magalhães. Com o impasse, a Tradição entrou na justiça para ascender à segunda divisão, mas não conseguiu o acesso. A última colocada seria rebaixada, mas devido ao atraso para a entrega da pista e início dos desfiles, ficou decidido que não haveria punição em cronometragem e obrigatoriedades para as escolas, além de não haver rebaixamento.
| Col. | Escola              | Enredo                                       | Carnavalesco(a)                 | Pontos |
| ---- | ------------------- | -------------------------------------------- | ------------------------------- | ------ |
| 1    | Tradição            | Mãe Gentil, Seus Filhos Clamam Por Ti!       | Adenil Silva                    | 269,8  |
| 2    | Alegria da Zona Sul | Ypanema                                      | André Tabuquine e Lane Santana  | 269,6  |
| 3    | Unidos de Lucas     | O Big Bang Tupiniquim Explode na Intendente! | Sid Camillo e Walter Guilherme  | 269,1  |
| 4    | Siri de Ramos       | Ganga Zumba - A Dinastia de um Guerreiro     | Mateus Medeiros e Monica Cabull | 267,7  |
| 5    | Vizinha Faladeira   | Aqui ou Acolá, Este É o Meu Lugar            | Guto Carrilho                   | 267,6  |
| 6    | Arame de Ricardo    | Sou Eu Quem Faz Você Sambar                  | Fábio Giampietro                | 264,6  |

## Grupo de Acesso da Intendente Magalhães
A quarta divisão das escolas de samba (antiga Série C) foi renomeada para Grupo de Acesso da Intendente Magalhães. O desfile foi organizado pela LIESB e realizado na Estrada Intendente Magalhães, a partir das 20 horas do domingo, dia 23 de fevereiro de 2020.
| Ordem dos desfiles |
| 1. Imperadores Rubro-Negros 2. Acadêmicos da Abolição 3. Rosa de Ouro 4. Leão de Nova Iguaçu 5. Acadêmicos da Diversidade 6. Independente da Praça da Bandeira 7. Unidos de Cosmos 8. Vicente de Carvalho 9. Unidos de Manguinhos 10. Império Ricardense 11. Unidos do Cabuçu 12. Caprichosos de Pilares |

Quesitos e julgadores
Foram mantidos os nove quesitos de avaliação dos anos anteriores e a mesma quantidade de julgadores (quatro por quesito).
| Quesitos | Quesitos                     | Julgador 1                     | Julgador 2                         | Julgador 3                        | Julgador 4                               |
| -------- | ---------------------------- | ------------------------------ | ---------------------------------- | --------------------------------- | ---------------------------------------- |
|          | Alegorias e Adereços         | Carla Maria Mendonça Alves     | Débora Flávia Adolfo dos Santos    | Suellem Lucia Lyra Ferreira       | Rhuan Santos Nunes                       |
|          | Enredo                       | Rosana Melo dos Santos         | Evelyn Lopes do Carmo Silva        | Bárbara Passos Siqueira           | Nayara Rodrigues                         |
|          | Fantasias                    | Tina Lucíe Alves               | Isaura Alvarez                     | Lucio Orlando Boa Ventura Damazio | Renato Costa da Silva                    |
|          | Mestre-Sala e Porta-Bandeira | Erick Meireles                 | Simone de Lima Machado Gomes       | Rosiny da Silva                   | Mariana Nogueira                         |
|          | Comissão de Frente           | Fernando Antonio Machado Gomes | Simone Marques de Alencar          | Fabiana Neves Rodrigues           | Ana Beatriz Passos Siqueira              |
|          | Evolução                     | Matheus Vicente de Abreu       | Ioná Pontes Baptista               | Ana Lúcia Xavier Cirino           | Rosa Rodrigues                           |
|          | Harmonia                     | Fernanda Santana Gonçalves     | Luciana Azevedo                    | Cristina Alves dos Reis           | Patrícia Oliveira                        |
|          | Samba-Enredo                 | Vinicius César Machado da Mota | Jeferson Januário Barbosa de Souza | Caio de Lima M. Gomes             | Daniele Corrêa Carneiro Batista de Souza |
|          | Bateria                      | Anderson Pereira               | Ricardo Cesar da Silva Oliveira    | Paulo Henrique da Silva           | Wallace da Silva                         |

### Classificação
Em seu retorno ao carnaval, a Caprichosos de Pilares venceu o Grupo de Acesso por apenas um décimo de diferença para a Leão de Nova Iguaçu. Com a vitória, a escola foi promovida à terceira divisão, de onde estava afastada desde 2017. A Caprichosos não desfilou nos dois anos anteriores, sendo rebaixada para o Grupo de Avaliação, mas ganhou da LIESB o direito de desfilar no Grupo de Acesso. A escola reeditou seu clássico samba-enredo de 1979 sobre o aldeamento dos Tupinambás no Rio de Janeiro. As sete primeiras colocadas foram promovidas à terceira divisão.
| Legenda: Promovidas à terceira divisão Rebaixada para a quinta divisão |

| Col. | Escola                            | Enredo | Carnavalesco(a)                                    | Pontos |
| ---- | --------------------------------- | --- | -------------------------------------------------- | ------ |
| 1    | Caprichosos de Pilares            | Uruçumirim, Paraíso Tupinambá (Reedição do próprio enredo de 1979)                                                                      | Bruno de Oliveira                                  | 269,9  |
| 2    | Leão de Nova Iguaçu               | Madonas Negras do Brasil | Clébio de Freitas                                  | 269,8  |
| 3    | Acadêmicos da Diversidade         | De Porto em Porto, de Cais em Cais - Uma Viagem pelo Mundo em Busca de Descobertas, Conquistas e Felicidades, Almejando Um Porto Seguro | Actir Gonçalves e Nívea Marta                      | 269,8  |
| 4    | Independente da Praça da Bandeira | Encantos da Fé | Ricardo Paulino e Walter Guilherme                 | 269,6  |
| 5    | Acadêmicos da Abolição            | "Dos Primeiros Nordestinos que Deixaram Seu Torrão". Abolição Exalta a Feira de São Cristóvão: O Coração do Nordeste no Rio             | Léo Torres, Raquel Faria e Vladimir Oliveira Rocha | 269,6  |
| 6    | Imperadores Rubro-Negros          | Bate na Madeira Três Vezes! Me Dê Meu Patuá pra Fazer Meu Amuleto                                                                       | Elídio Júnior e Giovani Leal                       | 269,3  |
| 7    | Rosa de Ouro                      | Nilce Fran, a Filha de Yansã | Ruan Lucena                                        | 269    |
| 8    | Unidos de Manguinhos              | Axé - Expressão de Uma Raça | Diângelo Fernandes                                 | 268,9  |
| 9    | Império Ricardense                | De Carlota Joaquina a Bacurau, Nosso Cinema Deu Show e Virou Carnaval!                                                                  | Orlando Júnior                                     | 268,7  |
| 10   | Mocidade de Vicente de Carvalho   | Eu Quero É Botar Meus Blocos na Rua e Ginga pra Dar e Vender                                                                            | Eduardo Pinho e Vinícius                           | 268,7  |
| 11   | Unidos do Cabuçu                  | A Cabuçu Canta pra Subir no Centenário de Bángbàlà                                                                                      | Cristiano Prado, Jorge Lucas e Lane Santana        | 268,7  |
| 12   | Unidos de Cosmos                  | Um Canto de Fé Contra a Intolerância | Alex Porfírio                                      | 266,2  |

## Grupo de Avaliação
A quinta divisão das escolas de samba (antiga Série D) foi renomeada para Grupo de Avaliação. O desfile foi organizado pela LIESB e realizado na Estrada Intendente Magalhães, a partir das 18 horas do sábado, dia 29 de fevereiro de 2020.
| Ordem dos desfiles |
| 1. União de Vaz Lobo (Não desfilou) 2. Feitiço do Rio 3. Unidos da Barra da Tijuca 4. Acadêmicos de Jacarepaguá 5. Unidos do Cabral 6. Flor do Jardim Primavera 7. Império de Petrópolis 8. Acadêmicos do Peixe 9. Guerreiros Tricolores 10. Arrastão de Cascadura 11. Mocidade Unida do Santa Marta 12. Mocidade Unida da Cidade de Deus 13. Alegria do Vilar (Não desfilou) 14. Chatuba de Mesquita 15. Acadêmicos do Dendê 16. União Cruzmaltina 17. Coroa Imperial 18. Novo Império 19. A Majestade do Samba 20. União Rio Minas |

Quesitos e julgadores
Foram mantidos os nove quesitos de avaliação dos anos anteriores. A quantidade de julgadores diminuiu de quatro para dois por quesito.
| Quesitos | Quesitos                     | Julgador 1                     | Julgador 2                         |
| -------- | ---------------------------- | ------------------------------ | ---------------------------------- |
|          | Mestre-Sala e Porta-Bandeira | Erick Meireles                 | Simone de Lima Machado Gomes       |
|          | Comissão de Frente           | Simone Marques de Alencar      | Fabiana Neves Rodrigues            |
|          | Fantasias                    | Tina Lucíe Alves               | Isaura Alvarez                     |
|          | Alegorias e Adereços         | Carla Maria Mendonça Alves     | Rhuan Santos Nunes                 |
|          | Enredo                       | Evelyn Lopes do Carmo Silva    | Bárbara Passos Siqueira            |
|          | Evolução                     | Matheus Vicente de Abreu       | Ioná Pontes Batista                |
|          | Harmonia                     | Luciana Azevedo                | Cristina Alves dos Reis            |
|          | Samba-Enredo                 | Vinicius César Machado da Mota | Jeferson Januário Barbosa de Souza |
|          | Bateria                      | Wallace da Silva               | Ricardo Cesar da Silva Oliveira    |

### Classificação
Arrastão de Cascadura foi campeão com dois décimos de diferença para a Mocidade Unida do Santa Marta. Com a vitória, a escola garantiu seu retorno à quarta divisão, de onde estava afastada desde 2017. O Arrastão desfilou sob forte chuva, apresentando um enredo sobre Orumilá. As nove primeiras colocadas foram promovidas à quarta divisão. A Majestade do Samba e Mocidade Unida da Cidade de Deus foram desclassificadas por desfilarem fora da ordem estabelecida pelo regulamento. União de Vaz Lobo e Alegria do Vilar não se apresentaram para o desfile.
| Legenda: Promovidas à quarta divisão |

| Col.                             | Escola                           | Enredo                                                                                       | Carnavalesco(a)                                       | Pontos           | Desempate          |
| -------------------------------- | -------------------------------- | -------------------------------------------------------------------------------------------- | ----------------------------------------------------- | ---------------- | ------------------ |
| 1                                | Arrastão de Cascadura            | Orumilá - Os Encantos da Terra ao Destino da Vida                                            | Sandro Gomes                                          | 179,9            | -                  |
| 2                                | Mocidade Unida do Santa Marta    | Festa dos Santos Reis                                                                        | Miro Freitas                                          | 179,7            | -                  |
| 3                                | Novo Império                     | Quilombo Força e Resistência                                                                 | Jorge Caribé e Elvis Luiz                             | 179,6            | -                  |
| 4                                | Acadêmicos do Dendê              | Reciclando Carnavais                                                                         | Severo Luzardo                                        | 179,4            | -                  |
| 5                                | Guerreiros Tricolores            | Nós Somos a História                                                                         | Raphael Homem                                         | 179,3            | -                  |
| 6                                | Império de Petrópolis            | Cerveja - De Pão Líquido à Paixão Nacional                                                   | Laerte Gulini                                         | 179,1            | -                  |
| 7                                | União Cruzmaltina                | Camisas Negras - Uma Linda História de Respeito, Igualdade e Justiça                         | Walter Guilherme                                      | 178,9            | Bateria (20 pts)   |
| 8                                | Acadêmicos de Jacarepaguá        | Rainha Divina - A Deusa Encantada                                                            | Daniel Arezes e Gheorge Vierrah                       | 178,9            | Bateria (19,6 pts) |
| 9                                | Peixe                            | Mesmo que Todos os Sonhos não Possam se Realizar, Você não Perde Nada em Acreditar           | Renato Álvaro e Sandra Andréa                         | 178,6            | -                  |
| 10                               | Feitiço do Rio                   | E Agora? Quem Poderá Nos Defender?                                                           | Antonio Gonçalves, Daniel Sobral Barros e Isaac Neves | 178,4            | -                  |
| 11                               | Flor do Jardim Primavera         | Iracema                                                                                      | Comissão de Carnaval                                  | 178,3            | -                  |
| 12                               | Chatuba de Mesquita              | Amazônia - Jacutingas a Inspiração, da Minha Aldeia Ecoa o Grito pela Preservação            | Alex Carvalho Barreiros (Jesus)                       | 177,5            | -                  |
| 13                               | União Rio Minas                  | 300 Anos do Estado de Minas Gerais                                                           | Cláudia Marisa e Lucas Menezes                        | 176,3            | -                  |
| 14                               | Unidos da Barra da Tijuca        | Obrigado Meu Deus! Aluísio Machado - A Vida e a Arte de Um Baluarte!                         | Comissão de carnaval                                  | 176,2            | -                  |
| 15                               | Unidos do Cabral                 | O Caviar do Samba no Quintal do Pagodinho! O Cabral Homenageia Barbeirinho do Jacarezinho!   | Leonardo Soares                                       | 172              | -                  |
| 16                               | Coroa Imperial                   | Na Batucada de Bamba Sou Cacique Sou Raiz                                                    | Comissão de Carnaval                                  | 165,2            | -                  |
| A Majestade do Samba             | A Majestade do Samba             | Para Que Serve o Teu Conhecimento?                                                           | Cássio Carvalho                                       | Desclassificadas | Desclassificadas   |
| Mocidade Unida da Cidade de Deus | Mocidade Unida da Cidade de Deus | Jacarepaguá - Mais de Quatro Séculos... Das Origens à Folia: Sonhos, Histórias, Arte e Magia | Carlos Careca e Waldo Rocha                           | Desclassificadas | Desclassificadas   |

## Escolas mirins
O desfile das escolas mirins foi organizado pela Associação das Escolas de Samba Mirins do Rio de Janeiro (AESM-Rio) e realizado no Sambódromo da Marquês de Sapucaí, a partir das 16 horas da terça-feira, dia 25 de fevereiro de 2020. As escolas mirins não são julgadas.
| Ordem dos desfiles | Escola                                 | Enredo                                                                                    |
| ------------------ | -------------------------------------- | ----------------------------------------------------------------------------------------- |
| 1                  | Ainda Existem Crianças na Vila Kennedy | Falar das Rosas É Perfumar Uma Canção                                                     |
| 2                  | Corações Unidos do Ciep                | Palhacices e Palhaçadas São Espelho da Vida. O Fantástico Mundo do Circo                  |
| 3                  | Golfinhos do Rio de Janeiro            | Guardiões do Sorriso                                                                      |
| 4                  | Pimpolhos da Grande Rio                | A Cor de Carolaine                                                                        |
| 5                  | Miúda da Cabuçu                        | Silvano Augusto: Fazer o Bem Sem Olhar a Quem. Uma Mensagem de Paz nos Versos de Um Poeta |
| 6                  | Mangueira do Amanhã                    | Amazonas Ouro e Verde do Brasil                                                           |
| 7                  | Filhos da Águia                        | Nova Ylu Ayê                                                                              |
| 8                  | Inocentes da Caprichosos               | Inocentes Tênis Clube. Dando Um "Ace" na Folia Suburbana                                  |
| 9                  | Império do Futuro                      | Mentira                                                                                   |
| 10                 | Herdeiros da Vila                      | Chegou a Patota de Cosme e Damião                                                         |
| 11                 | Aprendizes do Salgueiro                | No Aprendizes do Salgueiro, Tijucano é Cajuti                                             |
| 12                 | Infantes do Lins                       | Feliz Por Um Dia                                                                          |
| 13                 | Estrelinha da Mocidade                 | A Hora É Essa! Vem Brincar com a Estrelinha                                               |
| 14                 | Petizes da Penha                       | Penha. Fé no Coração, Música na Alma e Bola no Pé                                         |
| 15                 | Nova Geração do Estácio de Sá          | Filhos da Terra Contra Mister Poluição: A Nova Geração Vai Te Dar Uma Lição               |
| 16                 | Tijuquinha do Borel                    | Do Trigo Se Faz o Pão e das Crianças Se Faz a Esperança                                   |

## Blocos de enredo
Os desfiles foram organizados pela Federação dos Blocos Carnavalescos do Estado do Rio de Janeiro (FBCERJ). A ordem dos desfiles foi definida através de sorteio realizado no dia 30 de julho de 2019 na sede da FBCERJ.

### Grupo A
O desfile foi realizado a partir das 20 horas do sábado, dia 22 de fevereiro de 2020, na Avenida República do Chile.
| Ordem dos desfiles |
| 1. Cometas do Bispo 2. Bloco do Barriga 3. Novo Horizonte 4. Império do Gramacho 5. Mocidade Unida da Mineira 6. Bloco do China 7. Grilo de Bangu 8. Unidos do Alto da Boa Vista 9. Acadêmicos do Vidigal 10. União da Ponte 11. Flor da Primavera |

#### Classificação
Acadêmicos do Vidigal foi campeão por meio ponto de diferença para a União da Ponte.
| Legenda: Campeão Rebaixados para o Grupo B |

| Col. | Bloco                       | Enredo                                                        | Carnavalesco(a)                                                                     | Pontos | Desempate        |
| ---- | --------------------------- | ------------------------------------------------------------- | ----------------------------------------------------------------------------------- | ------ | ---------------- |
| 1    | Acadêmicos do Vidigal       | Nos Embalos dos Anos 80                                       | Comissão de Carnaval                                                                | 184    | -                |
| 2    | União da Ponte              | Elementais da Natureza - Os 4 Elementos da Vida               | Isidro Cassilhas                                                                    | 183,5  | -                |
| 3    | Novo Horizonte              | Sambando Daqui, Sambando de Lá, o Novo Horizonte quer Brincar | Halisson Paulo e Sylvio Cielo                                                       | 181,5  | -                |
| 4    | Cometas do Bispo            | P de Paixão! América nos Nossos Corações                      | Oziene Furttado                                                                     | 180,5  | Samba (20 pts)   |
| 5    | Bloco do Barriga            | O Jeito É Ver a Banda Passar                                  | Raphael Ladeira                                                                     | 180,5  | Samba (19 pts)   |
| 6    | Bloco do China              | E o Samba Sonhou Samba, Fé e Alegria                          | Lucinete da Silva Gonçalves, Maria da Paz Jesus do Nascimento e Regilene Costa Dias | 180,5  | Samba (18,5 pts) |
| 7    | Mocidade Unida da Mineira   | No Balanço da Mineira, a Estácio Vai Passar                   | Darlene Higino                                                                      | 180    | -                |
| 8    | Grilo de Bangu              | Mulekê Tião: Uma Estrela que Brilha                           | Luiz Macedo                                                                         | 179    | -                |
| 9    | Império do Gramacho         | O Combustível da Ilusão                                       | José Márcio (Jacaré)                                                                | 178    | -                |
| 10   | Flor da Primavera           | A Lenda da Vitória Régia                                      | Fabiano Ferraro                                                                     | 177,5  | -                |
| 11   | Unidos do Alto da Boa Vista | Salve Ele, Salve os Bambas, Viva o Clube do Samba!            | Comissão de Carnaval                                                                | 176,5  | -                |

### Grupo B
O desfile foi realizado a partir das 21 horas e 30 minutos do sábado, dia 22 de fevereiro de 2020, na Estrada Intendente Magalhães.
| Ordem dos desfiles |
| 1. Mocidade Unida de Manguariba 2. Vai Barrar? Nunca! 3. Oba-Oba do Recreio 4. Esperança de Nova Campina 5. Unidos da Laureano 6. Canários das Laranjeiras 7. Tradição Barreirense de Mesquita 8. Raízes da Tijuca |

#### Classificação
Raízes da Tijuca venceu nos critérios de desempate após somar a mesma pontuação final que o vice-campeão, Vai Barrar? Nunca!.
| Legenda: Promovido ao Grupo A Rebaixados para o Grupo C |

| Col. | Bloco                            | Enredo                                                           | Carnavalesco(a)                 | Pontos | Desempate        |
| ---- | -------------------------------- | ---------------------------------------------------------------- | ------------------------------- | ------ | ---------------- |
| 1    | Raízes da Tijuca                 | Raízes no Reino de Oyó                                           | André Tabuquine                 | 184,5  | Samba (20 pts)   |
| 2    | Vai Barrar? Nunca!               | Reciclar É Preciso                                               | Jairo Gama                      | 184,5  | Samba (19,5 pts) |
| 3    | Canários das Laranjeiras         | Muito Prazer, Madame Satã! Malandro da Noite! Rainha da Lapa!    | Agnaldo Corrêa                  | 179    | -                |
| 4    | Esperança de Nova Campinas       | O Esperança É São João Nesse Carnaval de Ilusão                  | Eric Jhonatan Santos da Silva   | 178    | -                |
| 5    | Oba-Oba do Recreio               | Cacahuatt, o Alimento dos Deuses                                 | Laerte Gulini                   | 176    | -                |
| 6    | Unidos da Laureano               | Da Miscigenação Nasceu Uma Grande Nação                          | Luiz Pereira Duarte (Luiz Cajá) | 175    |                  |
| 7    | Mocidade Unida de Manguariba     | A B C, o Mundo Mágico da Criança Quando Aprende a Ler e Escrever | Ricardo Nascimento              | 174,5  | -                |
| 8    | Tradição Barreirense de Mesquita | Um Dragão do Mar na Guanabara                                    | Moisés Ganga                    | 146    | -                |

### Grupo C
O desfile foi realizado a partir das 20 horas do sábado, dia 22 de fevereiro de 2020, na Estrada Intendente Magalhães.
| Ordem dos desfiles                                                                               |
| 1. Unidos do Jardim do Amanhã 2. Zimbauê 3. Independente de Nova América 4. Renascer de Vaz Lobo |

#### Classificação
Independente de Nova América foi o campeão sendo promovido ao Grupo A. Unidos do Jardim do Amanhã foi desclassificado por desfilar com menos de 50% da quantidade mínima de componentes exigida por regulamento.
| Legenda: Promovidos ao Grupo B |

| Col. | Bloco                        | Enredo                                                                            | Carnavalesco(a)       | Pontos                     |
| ---- | ---------------------------- | --------------------------------------------------------------------------------- | --------------------- | -------------------------- |
| 1    | Independente de Nova América | A Hidra de Iguaçu: Os Quilombos como Resistência, Contra a Escravidão e o Racismo | Lincoln Gusman Júnior | 180                        |
| 2    | Renascer de Vaz Lobo         | Ministro Edgard Romero - Saudosa e Atual. A Avenida do Meu Lugar                  | Comissão de Carnaval  | 175                        |
| 3    | Zimbauê                      | Muito Prazer, Sou Zimbauê                                                         | Louis Cavalcanthé     | 141,5                      |
| 4    | Unidos do Jardim do Amanhã   | A Marchinha É Nossa e Ninguém Pode Negar                                          | Carlos Alberto        | Desclassificado (Artigo 5) |